# Мояль, Аарон Шмуэль
Ааро́н Шмуэ́ль Моя́ль (ивр. אהרון שמואל מויאל‎ Аhаро́н Шмуэ́ль Моя́ль; 7 августа 1915, Тель-Авив, Палестина — 27 сентября 1968, Тель-Авив, Израиль) — израильский адвокат и общественный деятель. Главный военный прокурор Армии обороны Израиля с 1950 по 1953 год, генеральный директор Министерства внутренних дел Израиля с 1953 по 1955 год.

## Биография

### Семья и ранние годы
Родился в 1915 году в семье Шмуэля Мояля и Ханны Мояль (урождённой Роках).
Отец Мояля, Шмуэль Мояль (14 апреля 1879—13 января 1947), был одним из основателей и членов первого муниципального совета Тель-Авива и первым поселенцем, разбившим сады на восток от реки Яркон, куда еврейские поселенцы, как правило, не рисковали заходить из соображений личной безопасности. Шмуэль Мояль был единственным сыном Авраама Мояля (1850—1885), состоятельного торговца и одного из первых лиц еврейской общины Яффы, представителя движения «Ховевей Цион» в Палестине и доверенного лица барона Эдмона де Ротшильда, и Зинбуль Мояль (1848—1934), дочери сефардского раввина Яффо, Йосефа Рефаэля Бин-Нуна. Авраам Мояль был сыном Аарона Мояля (1813—1899), одного из лидеров еврейской общины Яффы, приехавшего в Палестину из Рабата, Марокко, в середине 19-го века и ставшего первым евреем, поселившимся за пределами городской стены Яффы.
Мать Мояля, Ханна (29 апреля 1880—19 октября 1965), была дочерью Ицхака Рокаха (1835—1892) и младшей сестрой (от второго брака отца) Шимона Рокаха, одного из основателей первого квартала Тель-Авива Неве-Цедек и отца будущего мэра Тель-Авива и министра внутренних дел Израиля Исраэля Рокаха. Династия Рокахов вела свою линию от раввина Элазара Маргалиота (1685—1741), переехавшего в Палестину в 1740 году, автора трактата «Маасе Рокеах» и предка известных хасидских раввинов, включая раввина Шалома Рокеаха, основателя бельзского хасидского двора.
Между семьями Мояль и Роках поддерживались дружеские отношения, и женитьба Шмуэля Мояля и Ханны Роках стала первым случаем смешанного брака представителей сефардской и ашкеназской династий из среды основателей Тель-Авива.
Аарон Шмуэль Мояль учился в гимназии «Герцлия» в Тель-Авиве. Получил высшее юридическое образование в Лондонском университете и работал в адвокатской конторе мужа своей сестры Оры, будущего судьи Верховного суда Израиля Давида Гойтейна.
Служил офицером в Британской армии во время Второй мировой войны. Демобилизовался в начале 1946 года и вернулся на работу в адвокатской конторе Давида Гойтейна.

### Государственная служба

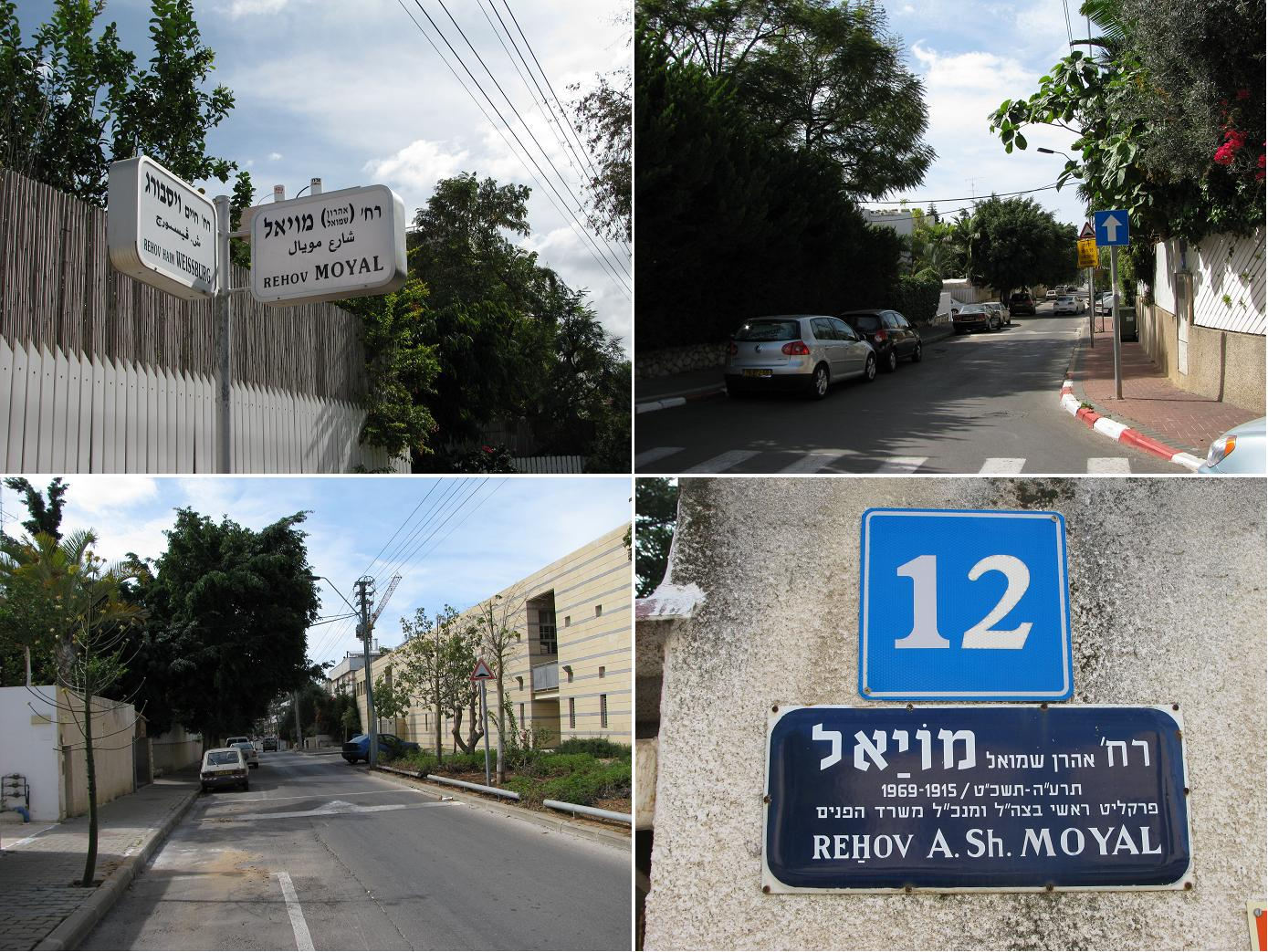
Улица Аарона Мояля в Тель-Авиве

Во время Войны за независимость Израиля служил в Армии обороны Израиля в качестве Главного обвинителя ВВС.
В 1950 году перешёл с должности заместителя Главного военного прокурора на должность заместителя Государственного прокурора в Министерстве юстиции Израиля.
16 октября 1950 года вернулся на службу в Военную прокуратуру и был назначен на пост Главного военного прокурора, сменив на посту полковника Аарона Хотера-Ишая.
В декабре 1952 года двоюродный брат Мояля Исраэль Роках был назначен на должность министра внутренних дел Израиля и предложил Моялю назначение на пост генерального директора Министерства внутренних дел. С разрешения Начальника Генштаба армии генерал-лейтенанта Мордехая Маклефа Мояль сначала оформил свой уход из армии как отпуск за свой счёт. 4 января 1953 года назначение Мояля на должность генерального директора министерства было утверждено правительством, и он вступил на пост 13 января 1953 года.
Мояль оставался на должности при четвёртом и пятом правительстве Израиля, в которых Исраэль Роках оставался министром внутренних дел, а также при министре Хаиме Моше Шапире в шестом правительстве Израиля, сформированном премьер-министром Моше Шарет вследствие разногласий с Партией общих сионистов, в которую входил Роках. На этой должности Мояль занимался, помимо прочего, вопросами бюджетных ассигнований на муниципальные нужды и утверждения бюджетов муниципалитетов, расширением муниципальных полномочий органов самоуправления арабских населённых пунктов, находящихся в ту пору под контролем военной администрации, курировал некоторые законодательные инициативы министерства, разработал и руководил осуществлением программы слияния ранее рассредоточенных в разных ведомствах систем регистрационного учёта жителей Израиля в единую систему учёта под управлением Министерства внутренних дел, возглавлял комиссию по определению муниципальных границ Тель-Авива и Рамат-Гана, входил в состав комиссии по решению проблем водоснабжения Иерусалима. В июне 1953 года выступил в Верховном суде Израиля со свидетельскими показаниями в обоснование распоряжения Министерства внутренних дел о закрытии газеты Коммунистической партии Израиля «Коль ха-ам»; постановление Верховного суда по этому делу, в котором суд отклонил позицию министерства, стало одной из главных вех формирования конституционного права Израиля.
Летом 1955 года выехал в командировку в США для изучения местной системы муниципальных и федеральных выборов. В ноябре 1955 года, после формирования седьмого правительства, министром внутренних дел в котором был назначен Исраэль Бар-Йехуда, планировавший сменить Мояля на посту генерального директора министерства, Мояль, всё ещё находившийся в США, направил министру заявление об уходе в отставку с должности, объявив, однако, о своём желании не покидать общественную службу.
4 декабря 1955 года передал пост генерального директора Министерства внутренних дел Йосефу Хеледу.

### По окончании государственной службы
Был активистом Партии общих сионистов, затем активистом Либеральной партии, образованной в результате объединения Партии общих сионистов и Прогрессивной партии в 1961 году. Входил в правление Либеральной партии с момента учреждения партии, возглавлял комиссию партии по муниципальным вопросам, был главой избирательной комиссии партии накануне внутренних партийных выборов в мае 1968 года, участвовал в деятельности кружка сефардских и восточных евреев партии.
В последние годы жизни был членом совета Управления телерадиовещания Израиля (с 28 июня 1966 года), членом комиссии по реставрации Старого города Яффы.
Занимался также частной адвокатской практикой в конторе, открытой совместно с адвокатом Ицхаком Лало на бульваре Ротшильда в Тель-Авиве.
Скоропостижно скончался от сердечного приступа 27 сентября 1968 года. Похоронен на кладбище «Кирьят Шауль» в Тель-Авиве.

## Личная жизнь
Был женат на Жаннети Мояль (урождённой Лало) (1928—9 сентября 2002). У пары родилось трое дочерей.

## Память
Именем Аарона Шмуэля Мояля названа улица в тель-авивском районе Цахала́.